# Jean Monnet
Jean Monnet Omer Marie Gabriel (Poitou-Charentes, 9. studenog 1888.) – (Bazoches-sur-Guyonne, 16. ožujka 1979.) - francuski političar i poslovni čovjek, koji se smatra jednim od osnivača Europske unije.
Rođen je u obitelji koja je proizvodila konjak u francuskoj pokrajini Cognac. Napustio je svoje školovanje i preselio se u London kada je imao 16 godina i putovao po svijetu zbog obiteljskog posla s konjakom. Za vrijeme Prvog svjetskog rata oslobođen je odlaska na ratište, zbog zdravstvenih problema. Pomagao je u logistici ratovanja. 
Imao je istaknuto mjesto u Ligi naroda osnovanoj 1919. godine kao francuski predstavnik, kada je imao 31 godinu. Četiri godine kasnije, prestao se baviti politikom i posvetio se poslovnom životu. Jedno vrijeme živio je na otoku Sveti Petar i Mikelon, gdje se bavio trgovinom alkoholnim pićima. Bavio se i međunarodnim financijama. Sudjelovao je u stabiliziranju poljske valute zlota 1927. i rumunjske valute leja 1928. Osnovao je banku u San Franciscu, pod nazivom "Bancamerica-Blair". Nekoliko godina živio je u Kini, na poziv Čang Kai-šeka i radio na reorganizaciji željeznice. 
Tijekom Drugog svjetskog rata, ponovno se bavio politikom. Uspio je uvjeriti Charlesa de Gaullea i Winstona Churchilla, da se Francuska i Engleska zajednički udruže protiv nacista. Otputovao je u SAD 1940., gdje je postao savjetnik predsjednika Franklina Roosevelta. Uspješno je lobirao za uključenje SAD-a u ratu protiv nacista i fašista. Nakon rata, britanski ekonomist John Maynard Keynes izjavio je, da je Monnet svojim djelovanjem skratio trajanje Drugog svjetskog rata najmanje za godinu dana.
Monnet je 1943., postao član francuske vlade u izbjeglištvu u Alžiru. Nakon rata, Francuska je očajnički trebala ugljen za obnovu industrije. Prije su ga uvozili iz Njemačke. Monnet je predstavio i proveo plan koji je dobio ime po njemu, kojim je ponovno osigurana opskrba Francuske ugljenom iz Njemačke, pogotovo iz pokrajine Saarland.
Tadašnji francuski predsjednik De Gaulle imenovao ga je povjerenikom za razvoj i na toj funkciji, mnogo je učinio za oporavak gospodarstva Francuske. Shvatio je da je sukob interesa između Francuske i Njemačke oko prirodnih resursa poput ugljena, opasnost za nova neprijateljstva i ratove. Počeo je razmišljati o mogućnostima osnivanja Europske unije. 
Prvi korak se dogodio 9. svibnja 1950. godine, kada je osnovana Europska zajednica za ugljen i čelik, ugovorom koji je osmislio Monnet, koji je postao i prvi predsjednik te nove organizacije više europskih država.
Godine 1955., Monnet je osnovao Akcijski odbor za Sjedinjene Države Europe kako bi se oživjela europska izgradnja nakon neuspjeha Europske obrambene zajednice (EDC). Uskoro je nastala Europska ekonomska zajednica (EEZ) 1958., koja je osnovana Ugovorom iz Rima iz 1957., kasnija je iz nje proizašla Europska zajednica 1967. s odgovarajućim tijelima Europske komisije i Europskog Vijeća ministara itd. Tim procesom ostvarilo se Monnetovo vjerovanje u postepenu izgradnju europskog jedinstva. 
Dobio je 6. prosinca 1963., Predsjedničku medalju slobode od američkog predsjednika
Lyndona Johnsona. Nakon umirovljenja, Monnet je napisao svoje memoare. Umro je 1979 u dobi od 90. godina. Po nalogu tadašnjeg francuskog predsjednika Françoisa Mitterranda, 1988., njegovi posmrtni ostaci prebačeni su u Panteon u Parizu. 
Vjenčao se za Talijanku Silviju Giannini. Kako je to bio njen drugi brak i kako tada razvod nije bio dopušten u većini država Europe, vjenčali su se u Moskvi, a nakon smrti Silviijinog prvog muža, ponovno su se vjenčali i u Francuskoj.
Po Monnetu je nazvana zgrada Europske komisije u Luksemburgu. Po njemu su nazvani studiji europskih integracija na više sveučilišta u Engleskoj i Irskoj.